# Eclipophleps carinata
Eclipophleps carinata är en insektsart som beskrevs av Leo L. Mishchenko 1968. Eclipophleps carinata ingår i släktet Eclipophleps och familjen gräshoppor. Inga underarter finns listade i Catalogue of Life.